# Sprężyna powrotna

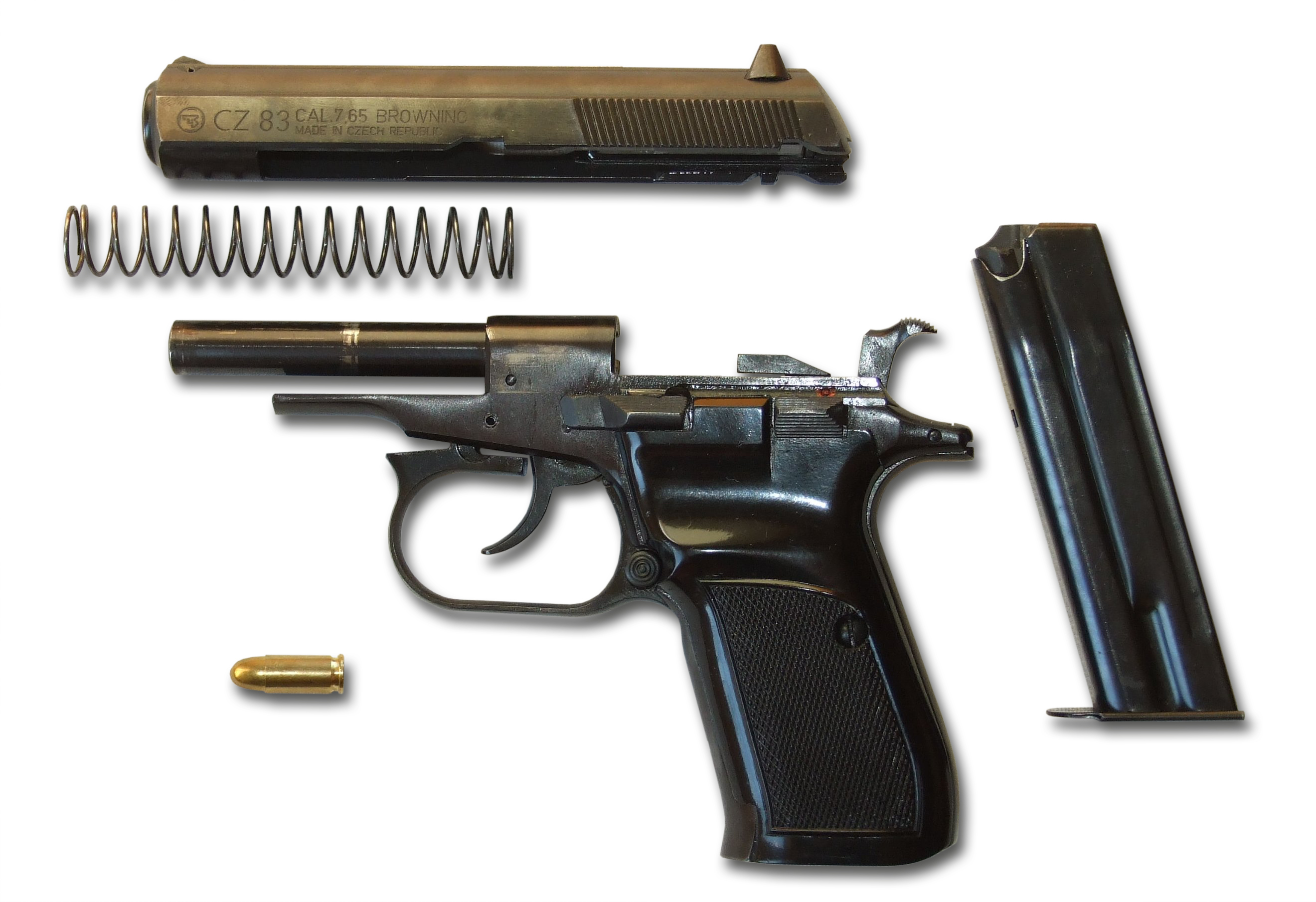
Sprężyna powrotna, widoczna jako jeden z elementów rozłożonego pistoletu CZ 83

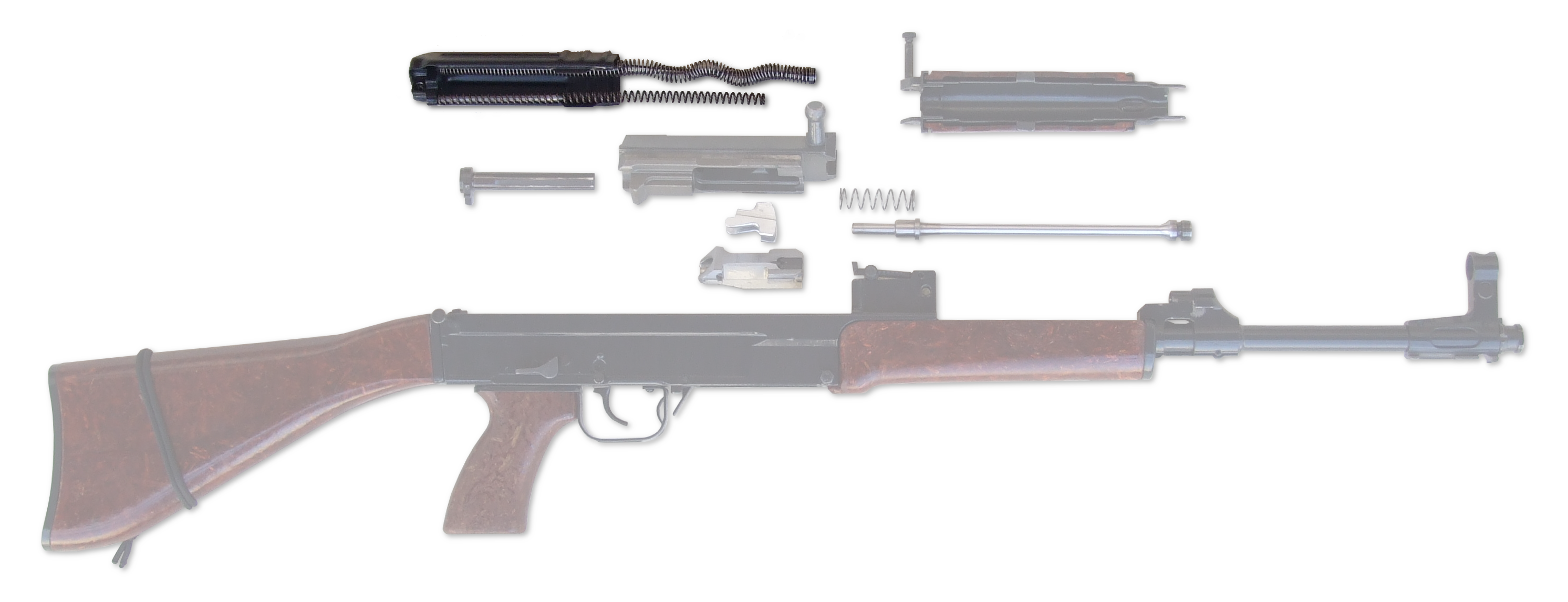
Sprężyny powrotne w karabinku Sa vz. 58

Sprężyna powrotna – główna sprężyna broni automatycznej gromadząca energię odrzucanych do tyłu po strzale mechanizmów broni, a następnie wykorzystująca zgromadzoną energię do przesunięcia układu ruchomego do przodu. Sprężyna powrotna jest najczęściej sprężyną śrubową jedno, lub wielożyłową (oprócz dużych pistoletów Webley, gdzie sprężyna powrotna jest płaska).
Sprężyna powrotna ma charakterystyki dobrane w sposób zapewniający pewne utrzymywanie układu ruchomego w przednim położeniu, pochłanianie odpowiedniej części energii odrzutu broni, a jednocześnie nieutrudniające ręcznego przeładowania broni. W niektórych wzorach broni zamiast pojedynczej sprężyny powrotnej stosowany jest układ kilku sprężyn powrotnych pracujących szeregowo lub równolegle.
We wzorach broni, w których rolę bijnika pełni zamek lub suwadło sprężyna powrotna spełnia także zadanie sprężyny uderzeniowej. W takich przypadkach jest ona nazywana sprężyną powrotno-uderzeniową.